# 7936 Майкмегі
7936 Майкмегі (7936 Mikemagee) — астероїд головного поясу, відкритий 30 липня 1990 року.
Тіссеранів параметр щодо Юпітера — 3,552.